# 吉野川市立飯尾敷地小学校
吉野川市立飯尾敷地小学校（よしのがわしりつ いのおしきじしょうがっこう）は、徳島県吉野川市鴨島町飯尾にある公立小学校。

## 沿革
- 1874年 - 敷地小学校を創設。
- 1892年 - 飯尾尋常小学校と改称。
- 1895年 - 敷地尋常小学校と飯尾尋常小学校を統合し飯尾敷地尋常小学校となる。
- 1905年 - 飯尾敷地尋常高等小学校と改称。
- 1941年 - 飯尾敷地国民学校と改称。
- 1947年 - 飯尾敷地小学校と改称。
- 1954年 - 町村合併のため鴨島町飯尾敷地小学校となる。
- 2004年 - 町村合併のため吉野川市立飯尾敷地小学校となる。

## 教育目標
- 人権尊重の心を持ち、夢や目標を持って粘り強く取り組む児童を育成する。

## 通学区域が隣接している学校
- 吉野川市立森山小学校
- 吉野川市立鴨島小学校
- 吉野川市立西麻植小学校
- 吉野川市立川島小学校
- 吉野川市立高越小学校
- 神山町立神領小学校、神山町立広野小学校の少なくとも一方。